# Олександр Біденко
Біденко Олександр Петрович, (нар. 07.08. 1991 року у м. Умані Черкаської області) - український співак, композитор, член Асоціації діячів естрадного мистецтва України, Заслужений артист естрадного мистецтва України, захисник України, ветеран війни.  

## Життєпис
Закінчив Бабанську дитячу музичну школу по класу класичної гітари, вокалу. Вокалом почав займатися ще у шкільному віці, брав участь та займав призові місця на всеукраїнських та міжнародних конкурсах та фестивалях як в Україні так і за її межами, такі як:  «Обдарованість 2006» Умань, «Грайлива веселка» 2006 Умань, «Обдарованість 2007» Умань, «Мамо рідна, ти моя молитва» 2007 Тальне, «Eurosong Gniezno 2008»  Польща, «Калинова пісня» 2008 Христинівка, «Зоряний Дощ» 2008 Черкаси,  «Пісенні вітрила» 2009 Черкаси, «Eurosong Skorzecin 2010» Гран Прі Польща, «Рось шукає таланти» 2011 Черкаси, «Пісенний вернісаж 2012» Умань, "Пісні народжені в АТО" 2019. 
Згодом вступив в Уманське обласне музичне училище ім. П. Д. Демуцького. У 2011 році та отримав диплом молодшого спеціаліста за спеціальністю «Музичне мистецтво». Здобув кваліфікацію викладача співу початкових спеціалізованих мистецьких навчальних закладів; артиста хору, ансамблю.  
Далі вступив в Уманський державний педагогічний університет Ім. П. Тичини за спеціальністю «Музичне мистецтво»,  здобув кваліфікацію «Магістр мистецтв, викладач вокалу, артист-вокаліст, соліст, керівник вокального ансамблю». 
З  2011 по 2015 роки працював на посаді художнього керівника Дмитрушківського СБК. З 2013 по 2015 роки по сумісництву працював артистом в Районному центрі Культури та Дозвілля. 
Після початку війни з росією в 2014 році, вів активну волонтерську та музично-волонтерську діяльність, за що отримав подяку Президента України Петра Порошенка, та подяку Міністра культури України Євгена Нищука за участь у Всеукраїнській акції «Потяг Єднання України «Труханівська Січ»» 2016 року. 
З 2017 по 2020 рік працював керівником Народного аматорського хорового колективу «Терниця», Дмитрушківського СБК.
З 2011 по 2020 роки артистом ансамблю народної пісні «Родичі» Дмитрушківського СБК.
Співав на «розігріві» у гуртів «ТІК» та «Авіатор», Олександра Пономарьова, Ніни Матвієнко, Дмитра та Назарія Яремчуків, Анатолія  Гнатюка, Міли Нітіч, Алли Попової, Віктора Романченко, Лісапетного Батальйону та багато ін. 
Мав дуети з  Дмитром та Назарієм Яремчуками, Петром Чорним, Олександром Порядинським, Оленою Романовською, Олександром Корінним, Анною Заклецькою та іншими українськими артистами.
Учасник таких проектів як «Ліга Сміху», «Х-фактор», «Голос Країни», «Фольк-music» «Пісні заради Перемоги» та ін. 
З 2023 року став солістом військового оркестру 93 окремої механізованої бригади «Холодний Яр». Також у 2023 році – взяв участь у конкурсі імені Богдана Хмельницького Міністерства оборони України, на краще висвітлення військової тематики у музичних творах - за що отримав подяку Міністра Рустема Умєрова та ін.

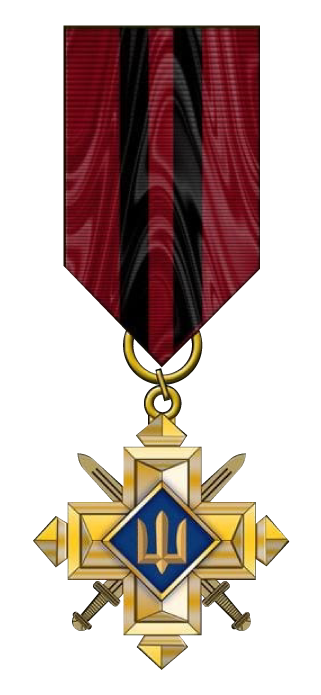

З лютого 2024 року і до цього часу – військовослужбовець одного з артилерійських підрозділів Окремої президентської бригади імені гетьмана Богдана Хмельницького
14 березня 2024 року нагороджениий "Золотим Хрестом" Головнокомандувача ЗСУ Сирським Олександром Станіславовичем .

## Сингли
| Назва                  | Автор музики  | Автор тексту           | Рік  |
| ---------------------- | ------------- | ---------------------- | ---- |
| Навіщо любити          | О.Біденко     | О.Біденко ;            | 2013 |
| Так тихо падає дощ     | О.Біденко     | О.Біденко              | 2018 |
| То ми були             | В.Кирилюк     | В.Кирилюк              | 2019 |
| Не знав би хто ти      | С.Железняк    | С.Железняк             | 2021 |
| Торкайся мене          | Я.Смілянець   | Ю.Лема                 | 2021 |
| Ні перед ким           | В.Микитенко   | Є.Москаленко           | 2021 |
| Бути разом             | О.Біденко     | О.Біденко/ В.Микитенко | 2022 |
| Колискова для України  | М.Гризоглазов | М.Гризоглазов          | 2022 |
| Все буде Україна       | М.Гризоглазов | М.Гризоглазов          | 2022 |
| До мами                | О.Біденко     | О.Біденко              | 2022 |
| Очі твої               | М.Гризоглазов | М.Гризоглазов          | 2022 |
| Все що хотів           | М.Гризоглазов | М.Гризоглазов          | 2022 |
| Новий рік              | М.Гризоглазов | М.Гризоглазов          | 2022 |
| Іди сама               | М.Гризоглазов | М.Гризоглазов          | 2023 |
| З Днем народження      | М.Гризоглазов | М.Гризоглазов          | 2023 |
| А ти лети              | М.Гризоглазов | М.Гризоглазов          | 2023 |
| Їхав козак             | М.Гризоглазов | М.Гризоглазов          | 2023 |
| А ми стали іншими      | М.Гризоглазов | М.Гризоглазов          | 2023 |
| Коли закінчиться війна | М.Гризоглазов | М.Гризоглазов          | 2023 |
| Ми стали іншими        | М.Гризоглазов | М.Гризоглазов          | 2023 |
| Новий рік              | М.Гризоглазов | М.Гризоглазов          | 2023 |
| Ти забудь його         | М.Гризоглазов | М.Гризоглазов          | 2023 |
| Випадкові              | М.Гризоглазов | М.Гризоглазов          | 2023 |
| Тато трохи зайнятий    | М.Гризоглазов | М.Гризоглазов          | 2024 |
| Патріот                | М.Гризолазов  | М.Гризолазов           | 2025 |
| Мій ліпший друг        | М.Гризолазов  | М.Гризолазов           | 2025 |

## Особисте життя
Одружений зі Світланою Андріївною Біденко (до шлюбу Кардаш) 1995 р.
Батько двох доньок: Євгенія – 2014 р. н. та Злата – 2023 р.н.